# Pelargonium sulphureum
Pelargonium sulphureum är en näveväxtart som först beskrevs av Robert Sweet, och fick sitt nu gällande namn av Paul Erich Otto Wilhelm Knuth. Pelargonium sulphureum ingår i släktet pelargoner, och familjen näveväxter. Inga underarter finns listade i Catalogue of Life.